# Sorry (cântec de Madonna)
Sorry este o melodie pop-dance, scrisă și produsă de Madonna și Stuart Price pentru al zecelea album de studio al Madonnei, "Confessions on a Dance Floor". A fost lansat ca al doilea single la începutul anului 2006, și a ajuns pe prima poziție a topurilor din Australia, Franța, Germania, Olanda și România. A interpretat melodia în turneul "Confessions Tour".

## Videoclipul
Videoclipul a debutat în emisiunea TRL pe 15 februarie, intrând în clasament ziua următoare, pe locul 10; a atins locul 1 patru ediții mai târziu, pe 23 februarie. A staționat pe prima poziție timp de opt ediții.
Videoclipul muzical pentru piesa „Sorry” a fost filmat la Londra pe 17 și 18 ianuarie 2006. Videoclipul a fost regizat de coregraful Madonnei, Jamie King. Videoclipul este o continuare a videoclipului „Hung Up” și începe cu Madonna și dansatorii ei părăsind o discotecă. Videoclipul o prezintă pe Madonna cântând pe un fundal neon, demonstrându-și abilitățile de dans într-o cușcă, conducând o mașină și patinând cu role. Mașina folosită în videoclip a fost renovată și proiectată de creatorii programului MTV Pimp my ride.
Premiera videoclipului a fost amânată de la 3 la 8 februarie 2006, deoarece prima sa versiune a fost considerată prea ofensivă de către casa de discuri. Scena în care Madonna arată cu degetul mijlociu spre cameră a fost eliminată.